# Sulcophanaeus velutinus
Sulcophanaeus velutinus är en skalbaggsart som beskrevs av Murray 1856. Sulcophanaeus velutinus ingår i släktet Sulcophanaeus och familjen bladhorningar. Inga underarter finns listade i Catalogue of Life.